# Sergey Kirdyapkin
Sergey Alexandrovich Kirdyapkin (en russe Сергей Александрович Кирдяпкин), né le 18 juin 1980 à Insar en Mordovie soviétique, est un athlète russe spécialiste de la marche athlétique, champion du monde du 50 km en 2005 à Helsinki.
Sanctionné pour dopage, il a perdu son titre mondial obtenu à Berlin en 2009 et son titre olympique décroché à Londres en 2012.

## Biographie
Sergey Kirdyapkin décroche son premier titre mondial sur 50 km marche en 2005 à Helsinki, en signant un nouveau record personnel en 3 h 38 min 08 s, devant son compatriote Aleksey Voyevodin et l'Italien Alex Schwazer. 
Après avoir abandonné aux Mondiaux d'Osaka en 2007 et aux Jeux olympiques de Pékin en 2008, le Russe s'adjuge une nouvelle couronne mondiale en remportant le 50 km des championnats du monde de Berlin en 2009, dans le temps de 3 h 38 min 35 s. Il connaît par la suite deux échecs aux championnats d'Europe de Barcelone en 2010 et aux Mondiaux de Deagu en 2001, devant abandonner à chaque fois.  
En 2012, Kirdyapkin est dans un premier temps sacré champion olympique du 50 km à Londres. Il améliore à cette occasion le record olympique de la discipline et réalise un nouveau record personnel en 3 h 35 min 59 s, devançant de près d'une minute l'Australien Jared Tallent et le Chinois Si Tianfeng.
Il est l'époux de Anisya Kirdyapkina.

## Dopage
Alors que la justice a révélé que le passeport biologique de Kirdyapkin comportait des valeurs hématologiques anormales, la fédération russe annonce le 20 janvier 2015 que le marcheur est sanctionné pour un total de 3 ans et 2 mois, mais pour des périodes sans grandes compétitions, afin de lui permettre de conserver ses titres. Le 24 mars 2016, le Tribunal arbitral du sport annule finalement tous ses résultats entre le 20 août 2009 et le 15 octobre 2012,. Kirdyapkin perd donc sa médaille d'or olympique, qu'il rend en juin 2016 à Jared Tallent, ainsi que son titre mondial de Berlin, lequel revient au Norvégien Trond Nymark. Il conserve uniquement sa médaille d'or planétaire obtenue à Helsinki.  
Il met un terme à sa carrière le 2 janvier 2018,.

## Palmarès
| Date | Compétition              | Lieu     | Résultat | Épreuve |
| ---- | ------------------------ | -------- | -------- | ------- |
| 2005 | Coupe d'Europe de marche | Miskolc  | 2e       | 50 km   |
| 2005 | Championnats du monde    | Helsinki | 1er      | 50 km   |
| 2007 | Championnats du monde    | Osaka    | DNF      | 50 km   |
| 2008 | Jeux olympiques          | Pékin    | DNF      | 50 km   |
| 2009 | Championnats du monde    | Berlin   | DQ       | 50 km   |
| 2011 | Championnats du monde    | Daegu    | DQ       | 50 km   |
| 2012 | Coupe du monde de marche | Saransk  | DQ       | 50 km   |
| 2012 | Jeux olympiques          | Londres  | DQ       | 50 km   |

## Records
| Épreuve      | Performance     | Lieu           | Date          |
| ------------ | --------------- | -------------- | ------------- |
| 20 km marche | 1 h 23 min 24 s | Adler (Russie) | 1er mars 2003 |
| 50 km marche | 3 h 38 min 08 s | Helsinki       | 12 août 2005  |